# Cercomacroides
Cercomacroides — рід горобцеподібних птахів родини сорокушових (Thamnophilidae). Представники цього роду мешкають в Неотропіках. 

## Види
Виділяють шість видів:
- Ману шиферний (Cercomacroides laeta)
- Ману-самітник (Cercomacroides parkeri)
- Ману темний (Cercomacroides nigrescens)
- Ману береговий (Cercomacroides fuscicauda)
- Ману тирановий (Cercomacroides tyrannina)
- Ману чорний (Cercomacroides serva)

Всі ці види ранаше належали до роду Ману (Cercomacra), однак за результатами молеклярно-філогегнетичного дослідження, яке показало поліфілітичність роду Ману, вони були переведені до новоствореного роду Cercomacroides.

## Етимологія
Наукова назва роду Cercomacroides являє собою сполучення наукової назви роду Ману (Cercomacra) і суффікса дав.-гр. οιδης — той, що нагадує.